# 이지은 (정치인)
이지은(李知恩, 1978년 3월 11일 ~)은 대한민국의 경찰공무원, 정치인이며, 현재 더불어민주당 서울특별시당 마포구 갑 지역위원장을 역임하고 있다.

## 학력
- 경남여자고등학교 졸업
- 경찰대학 행정학 학사
- 서울대학교 대학원 사회학 석사
- 케임브리지 대학교 대학원 범죄학 석사
- 한양대학교 법학전문대학원 법학 전문석사
- 한림대학교 대학원 법심리학 박사

## 경력
- 서울마포경찰서 외사계장
- 서울지방경찰청 정책부 근무
- 경찰청 수사구조개혁단 근무
- 경기지방경찰청 제6기동대장
- 서울성북경찰서 112상황실장
- 제6회 변호사시험 합격
- 서울은평경찰서 연신내지구대장
- 서울마포경찰서 홍익지구대장
- 서울광진경찰서 화양지구대장
- 중앙경찰학교 교무과장
- 중앙경찰학교 운영지원과장
- 전라남도경찰청 112치안종합상황팀장
- 2024년 3월~2024년 6월: 더불어민주당 대변인
- 2024년 5월~: 더불어민주당 서울특별시당 마포구 갑 지역위원회 위원장
- 2024년 8월~: 더불어민주당 전국당원대회 부의장
- 2024년 10월~: 더불어민주당 서울특별시당 다문화위원장

## 역대 선거 결과
| 실시년도 | 선거   | 대수 | 직책     | 선거구         | 정당         | 득표수   | 득표율          | 순위 | 당락 | 비고 |
| -------- | ------ | ---- | -------- | -------------- | ------------ | -------- | --------------- | ---- | ---- | ---- |
| 2024년   | 총선   | 22대 | 국회의원 | 서울 마포구 갑 | 더불어민주당 | 47,743표 | \| \| 47.70% \| | 2위  | 낙선 |      |
|          | 47.70% |      |          |                |              |          |                 |      |      |      |